# The Garden of Allah (1927)
The Garden of Allah é um filme produzido nos Estados Unidos, dirigido por Rex Ingram e lançado em 1927.